# هوك آي (مسلسل)
هوك آي (بالإنجليزية: Hawkeye)‏ هو مسلسل تلفزيوني أمريكي قصير من تأليف جوناثان إيغلا لخدمة البث ديزني+، مُقتبس من قصص مارفل المصورة، ويشارك في بطولته شخصيتا كلينت بارتون (هوك آي) وكيت بيشوب (هوك آي). وهو خامس مسلسل تلفزيوني في عالم مارفل السينمائي (MCU) من إنتاج استوديوهات مارفل، ويشارك الاستمرارية مع أفلام السلسلة، وتدور أحداثه بعد أحداث فيلم المنتقمون: نهاية اللعبة (2019). في المسلسل يتعاون كلينت بارتون مع كيت بيشوب لمواجهة أعداء من ماضيه، ليكون مع عائلته في عيد الميلاد. عمل إيغلا كاتبًا رئيسيًا، بينما قاد ريس توماس فريق الإخراج.
يعيد جيريمي رينر تمثيل دور كلينت بارتون من سلسلة الأفلام، وتنضم إليه هايلي ستاينفيلد بدور كيت بيشوب. يشارك في بطولة المسلسل أيضًا كل من توني دالتون، وفرا في، وبريان دارسي جيمس، وأليكس باونوفيتش، وبيوتر أدامتشيك، وليندا كارديليني، وسيمون كالو، وفيرا فارميجا، وألاكوا كوكس، وزان مكلارنون، وفلورنس بيو، وفينسنت دونوفريو. كانت استوديوهات مارفل تُطوّر مسلسلًا محدودًا لمنصة ديزني+ يُركز على هوك آي بحلول أبريل 2019، مع عودة رينر. أُعلن رسميًا عن المسلسل في سبتمبر، وانضم إليه جولي وإيجلا، مع انضمام ستاينفيلد بشكل غير رسمي في ذلك الوقت. انضم توماس وبيرت وبيرتي كمخرجين في يوليو 2020، وبدأ التصوير في مدينة نيويورك في ديسمبر من ذلك العام. تم تأكيد انضمام ستاينفيلد وأعضاء فريق التمثيل الإضافيين، وانتهى التصوير في أواخر أبريل 2021. تم تصوير المزيد من المشاهد في أتلانتا، جورجيا. كان لسلسلة هوك آي الكوميدية لمات فراكشن وديفيد أجا تأثير كبير على المسلسل.
عُرض مسلسل "هوك آي" بحلقتيه الأوليتين في 24 نوفمبر 2021، واستمر عرضه لست حلقات، واختتم في 22 ديسمبر. وهو جزء من المرحلة الرابعة من عالم مارفل السينمائي. وقد حظي المسلسل بتقييمات إيجابية، حيث أشاد النقاد بمشاهد الحركة والتناغم بين رينر وستاينفيلد. كما عُرض مسلسل فرعي بعنوان "إيكو"، يركز على شخصية مايا لوبيز/إيكو التي تؤديها كوكس، في 9 يناير 2024، كجزء من المرحلة الخامسة.

## ملخص
بعد أحداث فيلم المنتقمون: نهاية اللعبة (2019). تدور القصة عن كلينت بارتون الذي يتعاون مع كيت بيشوب لمواجهة أعداء من ماضيه من أجل أن يكون مع عائلته في الوقت المناسب لعيد الميلاد.

## الشخصيات
- جيريمي رينر بدور كلينت بارتون / هوك
- هيلي شتاينفيلد بدور كيت بيشوب
- توني دالتون بدور جاك دوكين
- بريان دارسي جيمس بدور ديريك بيشوب : والد كيت المتوفى.[8]
- ألكس بونوفيتش بدور إيفان بانيونيس: منفذ للمافيا الرياضية.[9]
- بيوتر أدامشيك بدور توماس ديلجادو[9]
- ليندا كارديليني بدور لورا بارتون.[10]
- سايمون كالو بدور أرماند دوكين الثالث.[11]
- فيرا فارميجا بدور إليانور بيشوب.[8]
- ألاكوا كوكس بدور مايا لوبيز.[12][13]
- زان مكلارنون بدور ويليام لوبيز.[14]
- فلورنس بو بدور يلينا بيلوفا (الأرملة السوداء).[15]
- فنسنت دونوفريو بدور ويلسون فيسك (كنج بنج) : زعيم الجريمة في نيويورك الذي تربطه علاقة بإلينور. يعيد فنسنت دونوفريو دوره من مسلسل ديردفل .وحول تصوير كنج بنج في المسلسل، قال المخرجون إنهم يريدون أن يأخذوا في الاعتبار حضور الشخصية الذي تم تأسيسه في مسلسل ديردبفيل. وان فنسنت دونوفريو مستمر في دور في ديردفل .[بحاجة لمصدر]

## الحلقات
| ر. الإجمالي | العنوان                    | المخرج       | الكاتب                      | تاريخ العرض الأصلي |
| --- | -------------------------- | ------------ | --------------------------- | ------------------ |
| 1 | «لا تقابل أبطالك أبدا»     | ريس توماس    | جوناثان ايجلا               | 24 نوفمبر 2021     |
| في عام 2012، أثناء معركة نيويورك، تشهد كيت بيشوب الشابة كلينت بارتون وهو يقاتل الشيتوري وتطمح إلى أن تصبح بطلة مثله بعد أن أنقذ حياتها عن غير قصد. في الوقت الحاضر، يقضي بارتون وقتًا مع أطفاله في نيويورك لقضاء عيد الميلاد. في هذه الأثناء، تحضر بيشوب حفل مزاد خيري مع والدتها إليانور وتعلم أن والدتها مخطوبة لجاك دوكين. تحت الحفل، تعثر بيشوب على مزاد في السوق السوداء يعرض أشياء تم استردادها من بقايا مجمع المنتقمون، لتجد دوكين وعمه أرماند الثالث من بين الحاضرين. قاطع المزاد مافيا البدلات الرياضية، الذين حاولوا استعادة ساعة من بين الأشياء. بينما يسرق دوكين سيف رونين الخاص ببارتون، تستعيد بيشوب بدلة رونين الخاصة ببارتون وتهزم أعضاء المافيا أثناء ارتدائها. بعد إنقاذ كلب ضال، أطلقت عليه لاحقًا اسم "لاكي، كلب البيتزا"، هربت إلى شقتها قبل أن تتعقب أرماند للتحقيق، لكنها اكتشفت أنه قُتل في منزله، وحاصرتها مافيا الملابس الرياضية بعد فرارها من مسرح الجريمة. بارتون، الذي شاهد تقريرًا إخباريًا عن عودة رونين، أنقذ بيشوب من العصابة.                                                            |                            |              |                             |                    |
| 2 | «الغميضة»                  | ريس توماس    | اليزا كليمانت               | 24 نوفمبر 2021     |
| تعيد بيشوب بارتون إلى شقتها، لكنهما يتعرضان لهجوم من مافيا البدلات الرياضية، ويجبران على الإخلاء، تاركين بدلة رونين خلفهما. بعد انتقالهما إلى شقة عمة بيشوب التي تقضي إجازتها، يُعيد بارتون أطفاله إلى المنزل، واعدًا إياهم بالانضمام إليهم بحلول يوم عيد الميلاد. يرافق بيشوب إلى مكان عملها، ثم يسترد بدلة رونين من جريلز، عضو إدارة الإطفاء في مدينة نيويورك، في فعالية لارب. لاحقًا، تفشل بيشوب في إقناع إليانور بتورط دوكين في وفاة أرماند. بعد تحدي دوكين في مبارزة سيوف، تحاول الاتصال ببارتون، غير مدركة أنه سمح لنفسه بالوقوع في قبضة مافيا البدلات الرياضية. تتعقب كيت موقع بارتون، لكن ينتهي بها الأمر بالوقوع في قبضة العصابة، وتُبلغ العصابة رئيستهم، مايا لوبيز، بما حدث. |                            |              |                             |                    |
| 3 | «الصدى»                    | بيرت وبيرتي  | كاتي ماثيوسون وتانر بين     | 1 ديسمبر 2021      |
| استجوبت لوبيز بارتون وبيشوب بشأن رونين، قاتل والدها قبل سنوات. تمكن بارتون من تحرير نفسه وصدّ مافيا البدلات الرياضية، على الرغم من أن لوبيز كسرت سماعة أذنه أثناء ذلك. بعد تحرير بيشوب، هرب الاثنان باستخدام سهام بارتون الخادعة وأصلحا سماعة أذنه. أثناء انتقالهما إلى موقع آخر، نصح كازي لوبيز بعدم الوقوع في مشاكل مع "عمها". نيةً منها معرفة المزيد عن مافيا البدلات الرياضية ودوكيسن، أقنعت بيشوب بارتون بالتسلل إلى شقة إليانور واستخدام حساب شركتها للوصول إلى قاعدة بيانات الجرائم الخاصة بشركة بيشوب للأمن. إلا أن بيشوب تُمنع من الوصول إلى النظام أثناء محاولتها تجاوز الأمن، بينما يواجه بارتون دوكيسن الذي يهدده بسيف رونين. |                            |              |                             |                    |
| 4 | «شركاء ،أليس كذلك ؟»       | بيرت وبيرتي  | إيرين كانسينو وهيذر كوين    | 8 ديسمبر 2021      |
| ينزع بارتون فتيل الموقف بعد أن تعرفت عليه إليانور ودوكيسن كمنتقم. تطلب منه إليانور إبعاد بيشوب عن تحقيقه وتتصل لاحقًا بشخص مجهول لإبلاغهما بالموقف. بمساعدة زوجته لورا، يستعيد بارتون سيفه سرًا ويكتشف أن دوكيسن هو الرئيس التنفيذي لشركة سلون المحدودة، وهي شركة وهمية تغسل الأموال لصالح مافيا البدلة الرياضية، بينما تستنتج بيشوب أن بارتون كان رونين. يحدد بارتون مكان كازي ويطلب منه إقناع لوبيز بالتخلي عن ثأرها من رونين بينما تجند بيشوب مجموعة من لاعبي لعب الأدوار الحية لاستعادة سهام بارتون الخادعة. بعد ذلك، تخبر لورا بارتون أن الساعة التي سرقتها مافيا البدلة الرياضية ترسل إشارات تتبع من مبنى سكني. يذهب بارتون وبيشوب لاستعادتها، لكنهما يجدانها في شقة لوبيز، حيث تحتفظ أيضًا بملاحظات عن بارتون وعائلته. تهاجم لوبيز بيشوب بينما يتعرض بارتون لكمين من قبل قاتل مقنع. اندلع قتال بين المقاتلين الأربعة، حيث أصاب بيشوب لوبيز، مما أجبرها على التراجع، بينما كشف بارتون عن هوية مهاجمته، يلينا بيلوفا، التي هربت هي الأخرى. قرر بارتون أنه لا يستطيع الاستمرار في تعريض بيشوب للخطر، وأنهى شراكتهما. |                            |              |                             |                    |
| 5 | «رونين»                    | بيرت و بيرتي | جينا نويل فريزر             | 15 ديسمبر 2021     |
| في عام 2018، تلتقي بيلوفا وزميلتها الأرملة السوداء سونيا، اللتان كانتا تساعدان الأرامل السود اللواتي تم إعادة برمجتهن، بأرملة سابقة أخرى، آنا، وتصبح بيلوفا ضحية للتفكك (احداث فيلمي المنتقمون). في الوقت الحاضر، تعود بيشوب إلى منزل إليانور وتخبرها عن شركة دوكين الوهمية، مما يدفع إليانور إلى الاتصال بشرطة نيويورك واعتقاله. تعود بيشوب إلى شقتها، حيث تجد بيلوفا تنتظرها قبل أن تكشف الأخيرة عن ماضيها ومهمتها لقتل بارتون. في هذه الأثناء، بعد تعافيه في شقة جريلز، يرتدي بارتون بدلة رونين ويواجه لوبيز في ورشة السيارات حيث قتل والدها. أثناء القتال، يكشف عن نفسه ويحاول إقناعها بالتخلي عن ثأرها وترك عائلته وشأنها. يكشف أن مخبرًا يعمل لدى رئيس لوبيز أراد قتل والدها، لكن لوبيز لم تصدقه في البداية. تصل بيشوب لمساعدة بارتون على الهرب، بينما تشك لوبيز في كازي الذي كان غائبا ليلة وفاة والدها. في اليوم التالي، ترسل بيلوفا رسالة إلى بيشوب، تكشف فيها أن إليانور استأجرتها لقتل بارتون، وأنها تعمل مع "عم" لوبيز، ويلسون فيسك، الذي يصفه بارتون بأنه كينغبين.                                        |                            |              |                             |                    |
| 6 | «إذا هذا هو عيد الميلاد ؟» | ريس توماس    | جوناثان إيغلا وإليسا كليمنت | 22 ديسمبر 2021     |
| بينما تلتقي إليانور بفيسك لإنهاء شراكتهما، يشاهد بارتون وبيشوب تسجيلًا لهما ويكتشفان أن إليانور قتلت أرماند وورّطت دوكين. في ليلة عيد الميلاد، يحضر بارتون وبيشوب حفلة إليانور، حيث تواجه بيشوب والدتها وتعلم أن والدها مدين لفيسك بالمال، مما يؤدي إلى تعاون إليانور معه. يحاول كازي اغتيال إليانور بأوامر من فيسك، لكنه يستهدف بارتون بدلاً من ذلك. يستعين بارتون بالجريلز ولاعبي لعب الأدوار الحية ودوكيسين لإخلاء المجموعة قبل الانضمام إلى بيشوب لهزيمة مافيا البدلات الرياضية. بعد أن تشل لوبيز حركة كازي، تحاول بيشوب البحث عن إليانور بينما يواجه بارتون بيلوفا، التي تطالب بحقيقة وفاة ناتاشا رومانوف. يتقاتلان، لكنه يذكرها بصداقته مع رومانوف وتضحيتها لإنقاذ الكون بأكمله. فتتركه بيلوفا وتغادر. يحاول فيسك منع إليانور من الهرب، لكن بيشوب تصل وتشل حركته بسهام بارتون الخادعة. بعد ذلك، تُلقي الشرطة القبض على إليانور بتهمة قتل أرماند. يهرب فيسك، لكن لوبيز تواجهه بسماع طلق ناري. في اليوم التالي، يعود بارتون إلى عائلته برفقة بيشوب ولاكي، ويُعيد الساعة إلى لورا، ويُحرق بدلة رونين.                    |                            |              |                             |                    |

## روابط خارجية
- الموقع الرسمي
 على Marvel.com
- هوك آي  على قاعدة بيانات الأفلام على الإنترنت (بالإنجليزية).